# جيآن
جيآن (بالصينية: 吉安市 )‏ هي مدينة على مستوى محافظة، في جمهورية الصين الشعبية، تتبع جيانغشي، تبلغ مساحتها 25,271 كيلومتر مربع، رمزها البريدي هو 343000.

## المناخ
يظهر الجدول التالي التغييرات المناخية على مدار السنة لجيآن:
| البيانات المناخية لـجيآن           | البيانات المناخية لـجيآن | البيانات المناخية لـجيآن | البيانات المناخية لـجيآن | البيانات المناخية لـجيآن | البيانات المناخية لـجيآن | البيانات المناخية لـجيآن | البيانات المناخية لـجيآن | البيانات المناخية لـجيآن | البيانات المناخية لـجيآن | البيانات المناخية لـجيآن | البيانات المناخية لـجيآن | البيانات المناخية لـجيآن | البيانات المناخية لـجيآن |
| الشهر                              | يناير                    | فبراير                   | مارس                     | أبريل                    | مايو                     | يونيو                    | يوليو                    | أغسطس                    | سبتمبر                   | أكتوبر                   | نوفمبر                   | ديسمبر                   | المعدل السنوي            |
| ---------------------------------- | ------------------------ | ------------------------ | ------------------------ | ------------------------ | ------------------------ | ------------------------ | ------------------------ | ------------------------ | ------------------------ | ------------------------ | ------------------------ | ------------------------ | ------------------------ |
| الدرجة القصوى °م (°ف)              | 26.8 (80.2)              | 31.0 (87.8)              | 32.6 (90.7)              | 36.2 (97.2)              | 36.8 (98.2)              | 38.1 (100.6)             | 40.9 (105.6)             | 40.8 (105.4)             | 39.6 (103.3)             | 36.7 (98.1)              | 32.9 (91.2)              | 29.4 (84.9)              | 40.9 (105.6)             |
| متوسط درجة الحرارة الكبرى °م (°ف)  | 10.2 (50.4)              | 11.8 (53.2)              | 16.0 (60.8)              | 22.5 (72.5)              | 27.3 (81.1)              | 30.7 (87.3)              | 34.3 (93.7)              | 33.7 (92.7)              | 29.8 (85.6)              | 24.7 (76.5)              | 18.7 (65.7)              | 13.4 (56.1)              | 22.8 (73.0)              |
| المتوسط اليومي °م (°ف)             | 6.5 (43.7)               | 8.1 (46.6)               | 12.1 (53.8)              | 18.3 (64.9)              | 23.1 (73.6)              | 26.5 (79.7)              | 29.5 (85.1)              | 28.8 (83.8)              | 25.1 (77.2)              | 20.0 (68.0)              | 14.0 (57.2)              | 8.8 (47.8)               | 18.4 (65.1)              |
| متوسط درجة الحرارة الصغرى °م (°ف)  | 3.8 (38.8)               | 5.5 (41.9)               | 9.3 (48.7)               | 15.3 (59.5)              | 19.8 (67.6)              | 23.3 (73.9)              | 25.6 (78.1)              | 25.2 (77.4)              | 21.7 (71.1)              | 16.5 (61.7)              | 10.5 (50.9)              | 5.2 (41.4)               | 15.1 (59.3)              |
| أدنى درجة حرارة °م (°ف)            | −7.1 (19.2)              | −8.0 (17.6)              | −1.6 (29.1)              | 2.7 (36.9)               | 10.6 (51.1)              | 15.5 (59.9)              | 19.0 (66.2)              | 19.3 (66.7)              | 12.5 (54.5)              | 3.3 (37.9)               | −3 (27)                  | −6.7 (19.9)              | −8.0 (17.6)              |
| الهطول مم (إنش)                    | 73.4 (2.89)              | 103.2 (4.06)             | 169.0 (6.65)             | 224.4 (8.83)             | 214.6 (8.45)             | 234.0 (9.21)             | 116.3 (4.58)             | 134.5 (5.30)             | 79.6 (3.13)              | 74.2 (2.92)              | 55.0 (2.17)              | 40.7 (1.60)              | 1٬518٫9 (59.79)          |
| متوسط أيام هطول الأمطار (≥ 0.1 mm) | 13.7                     | 15.0                     | 18.9                     | 19.2                     | 18.3                     | 16.0                     | 10.8                     | 11.9                     | 9.0                      | 9.4                      | 8.3                      | 8.3                      | 158.8                    |
| متوسط الرطوبة النسبية (%)          | 81                       | 82                       | 84                       | 83                       | 81                       | 81                       | 74                       | 76                       | 77                       | 76                       | 76                       | 75                       | 79                       |
| ساعات سطوع الشمس الشهرية           | 76.4                     | 67.9                     | 71.4                     | 96.2                     | 131.1                    | 153.6                    | 247.8                    | 226.9                    | 165.4                    | 145.8                    | 129.9                    | 128.1                    | 1٬640٫5                  |
| نسبة وصول أشعة الشمس               | 23                       | 22                       | 19                       | 25                       | 32                       | 37                       | 59                       | 56                       | 45                       | 41                       | 40                       | 40                       | 37                       |
| المصدر:                            |                          |                          |                          |                          |                          |                          |                          |                          |                          |                          |                          |                          |                          |

## التقسيمات الإدارية
- Jizhou, Ji'an [الإنجليزية]‏
- Qingyuan, Ji'an [الإنجليزية]‏
- Ji'an County [الإنجليزية]‏
- Jishui County [الإنجليزية]‏
- Xiajiang County [الإنجليزية]‏
- Xingan County [الإنجليزية]‏
- Yongfeng County [الإنجليزية]‏
- Taihe County, Jiangxi [الإنجليزية]‏
- Suichuan County [الإنجليزية]‏
- Wan'an County [الإنجليزية]‏
- Anfu County [الإنجليزية]‏
- Yongxin County [الإنجليزية]‏
- Jinggangshan City [الإنجليزية]‏.

## أعلام
- تونغ فاي
- تشاو لين